# Salicornia pacífica
La Salicornia pacífica, también conocida como vinagrillo, es una especie de halófita suculenta perenne del género salicornia que se encuentra en la costa del Pacífico de Norteamérica.
Crece como arbustos erectos que poseen un sistema radicular central primario,  con pocas o ninguna raíz. Suele florecer entre julio y noviembre.

## Ecología
La especie es nativa de marismas saladas y suelos alcalinos de toda la costa de California. Ocasionalmente se encuentra en Alaska y la costa este. Se encuentra por debajo de los 100 metros de altitud. El género se distribuye por todo el mundo.
Está especialmente adaptada para usar el agua salada como su principal fuente, además cuando absorbe el agua salada, extrae la sal y la almacena en vacuolas especializadas en los segmentos terminales. Cuando las vacuolas se llenan de salmuera, se vuelven rojas y caen de la planta, eliminando la sal. Aunque puede soportar breves periodos de inundación, muere en caso de inmersión prolongada.
Es un importante hábitat de nidificación para las aves migratorias y una importante fuente de alimento para el ratón de marisma en peligro de extinción.